# Grand Prix de Macao de Formule 3 2002

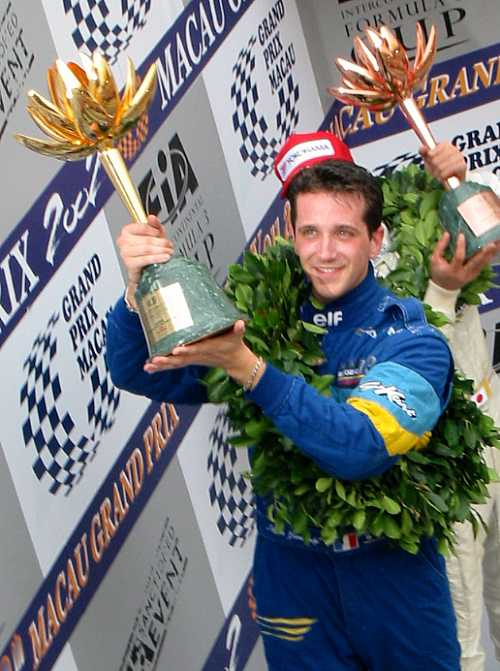
Tristan Gommendy, vainqueur de l'édition 2002 du Grand Prix de Macao de Formule 3.

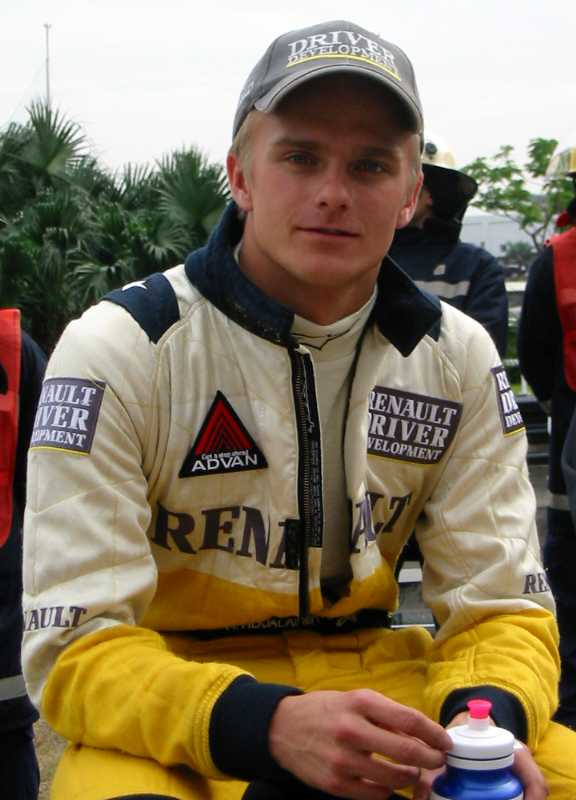
Heikki Kovalainen, second de l'épreuve

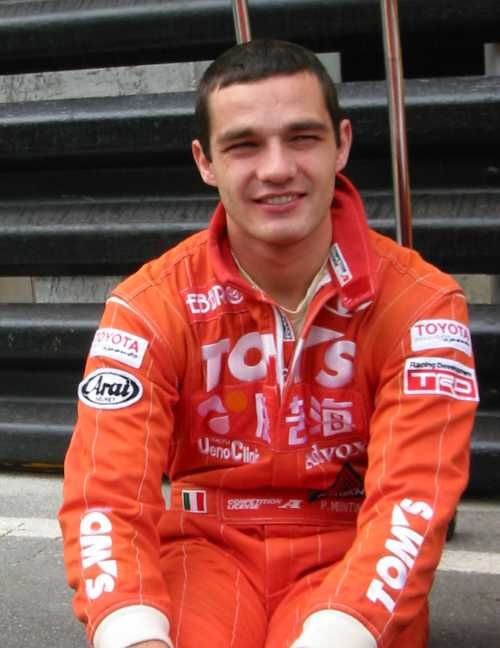
Paolo Montin, auteur de la pole position.

Le Grand Prix de Macao de Formule 3 2002 est la 49e édition de l'épreuve macanaise réservée aux monoplaces de Formule 3. Elle s'est déroulée les 16 et 17 novembre 2002 sur le tracé urbain de Guia.

## Engagés
| Écurie              | Voiture                | no | Pilotes            |
| ------------------- | ---------------------- | -- | ------------------ |
| Carlin Motorsport   | Dallara Honda-Mugen NB | 1  | Narain Karthikeyan |
| Carlin Motorsport   | Dallara Honda-Mugen NB | 2  | James Courtney     |
| Carlin Motorsport   | Dallara Honda-Mugen NB | 3  | Alan van der Merwe |
| Prema Powerteam     | Dallara Opel-Spiess    | 5  | Cesar Campanico    |
| Prema Powerteam     | Dallara Opel-Spiess    | 6  | Kosuke Matsuura    |
| ARTA Signature-Elf  | Dallara Renault-Sodemo | 7  | Renaud Derlot      |
| ARTA Signature-Elf  | Dallara Renault-Sodemo | 8  | Yuji Ide           |
| Alan Docking Racing | Dallara Honda-Mugen NB | 9  | Robbie Kerr        |
| Alan Docking Racing | Dallara Honda-Mugen NB | 10 | Jo Merszei         |
| ASM                 | Dallara Renault-Sodemo | 11 | Olivier Pla        |
| ASM                 | Dallara Renault-Sodemo | 12 | Tristan Gommendy   |
| Dome Project        | Dallara Honda-Mugen NB | 15 | Takashi Kogure     |
| Target Racing       | Dallara Opel-Spiess    | 16 | Cristiano Citron   |
| Target Racing       | Dallara Opel-Spiess    | 17 | Milos Pavlovic     |
| Tom's               | Dallara Toyota-Tom's   | 18 | Paolo Montin       |
| Tom's               | Dallara Toyota-Tom's   | 19 | Katsuyuki Hiranaka |
| Now Motor Sport     | Dallara Toyota-Tom's   | 20 | Hiroki Yoshimoto   |
| Fortec Motorsport   | Dallara Renault-Sodemo | 21 | Heikki Kovalainen  |
| Fortec Motorsport   | Dallara Renault-Sodemo | 22 | Fabio Carbone      |
| Promatecme          | Dallara Honda-Mugen NB | 26 | Bruce Jouanny      |
| Promatecme          | Dallara Honda-Mugen NB | 27 | Richard Antinucci  |
| Team Kolles         | Dallara Honda-Mugen NB | 28 | Vitantonio Liuzzi  |
| Team Kolles         | Dallara Honda-Mugen NB | 29 | Michael Ho         |
| Team Ghinzani       | Dallara Honda-Mugen NB | 30 | Robert Doornbos    |
| Team Ghinzani       | Dallara Honda-Mugen NB | 31 | Marcel Costa       |
| Swiss Racing Team   | Dallara Opel-Spiess    | 32 | Shinya Sato        |
| Swiss Racing Team   | Dallara Opel-Spiess    | 33 | Tatsuya Kataoka    |
| Carlin Motorsport   | Dallara Honda-Mugen NB | 35 | Kit Meng Lei       |
| Carlin Motorsport   | Dallara Honda-Mugen NB | 36 | Ronnie Bremer      |
| Carlin Motorsport   | Dallara Honda-Mugen NB | 38 | Marchy Lee (en)    |

## Qualification
La séance de qualification a été remportée par l'Italien Paolo Montin avec un temps de 2 min 14 s 995.
| 1re ligne : | 1re ligne : | 1.Paolo Montin ( Italie) 2 min 14 s 995                | 2.Tristan Gommendy ( France) 2 min 15 s 657    |
| 2e ligne :  | 2e ligne :  | 3.Kosuke Matsuura ( Japon) 2 min 15 s 768              | 4.Heikki Kovalainen ( Finlande) 2 min 15 s 962 |
| 3e ligne :  | 3e ligne :  | 5.Narain Karthikeyan ( Inde) 2 min 16 s 078            | 6.Olivier Pla ( France) 2 min 16 s 098         |
| 4e ligne :  | 4e ligne :  | 7.Fabio Carbone ( Brésil) 2 min 16 s 158               | 8.Yuji Ide ( Japon) 2 min 16 s 244             |
| 5e ligne :  | 5e ligne :  | 9.Bruce Jouanny ( France) 2 min 16 s 364               | 10.Katsuyuki Hiranaka ( Japon) 2 min 16 s 418  |
| 6e ligne :  | 6e ligne :  | 11.Richard Antinucci ( États-Unis) 2 min 16 s 481      | 12.Robert Doornbos ( Pays-Bas) 2 min 16 s 549  |
| 7e ligne :  | 7e ligne :  | 13.James Courtney ( Australie) 2 min 16 s 1551         | 14.Ronnie Bremer ( Danemark) 2 min 16 s 665    |
| 8e ligne :  | 8e ligne :  | 15.Takashi Kogure ( Japon) 2 min 16 s 955              | 16.Robbie Kerr ( Royaume-Uni) 2 min 16 s 961   |
| 9e ligne :  | 9e ligne :  | 17.Cesar Campanico ( Brésil) 2 min 17 s 041            | 18.Milos Pavlovic ( Serbie) 2 min 17 s 336     |
| 10e ligne : | 10e ligne : | 19.Alan van der Merwe ( Afrique du Sud) 2 min 17 s 424 | 20.Marcel Costa ( Espagne) 2 min 17 s 531      |
| 11e ligne : | 11e ligne : | 21.Renaud Derlot ( France) 2 min 17 s 706              | 22.Hiroki Yoshimoto ( Japon) 2 min 17 s 756    |
| 12e ligne : | 12e ligne : | 23.Tatsuya Kataoka ( Japon) 2 min 17 s 896             | 24.Vitantonio Liuzzi ( Italie) 2 min 18 s 432  |
| 13e ligne : | 13e ligne : | 25.Marchy Lee (en) ( Chine) 2 min 19 s 056             | 26.Cristiano Citron ( Italie) 2 min 19 s 875   |
| 14e ligne : | 14e ligne : | 27.Michael Ho ( Macao) 2 min 20 s 368                  | 28.Shinya Sato ( Japon) 2 min 22 s 108         |
| 15e ligne : | 15e ligne : | 29.Kit Meng Lei ( Macao) 2 min 22 s 354                | 30.Jo Merszei ( Macao) 2 min 23 s 215          |

## Classement
| Pos.        | no | Pilote             | Voiture                | Tours | Temps/Abd. | Gain de place |
| ----------- | -- | ------------------ | ---------------------- | ----- | ---------- | ------------- |
| 1           | 12 | Tristan Gommendy   | Dallara Renault-Sodemo | 30    |            | +1            |
| 2           | 21 | Heikki Kovalainen  | Dallara Renault-Sodemo | 30    | + 2 s 104  | +2            |
| 3           | 15 | Takashi Kogure     | Dallara Honda-Mugen    | 30    | + 3 s 098  | +12           |
| 4           | 19 | Katsuyuki Hiranaka | Dallara Toyota-Tom's   | 30    | + 5 s 613  | +6            |
| 5           | 20 | Hiroki Yoshimoto   | Dallara Toyota-Tom's   | 30    | + 13 s 116 | +17           |
| 6           | 30 | Robert Doornbos    | Dallara Honda-Mugen    | 30    | + 15 s 131 | +6            |
| 7           | 38 | Marchy Lee (en)    | Dallara Honda-Mugen    | 30    | + 26 s 112 | +18           |
| 8           | 16 | Cristiano Citron   | Dallara Opel-Spiess    | 30    | + 37 s 642 | +18           |
| 9           | 29 | Michael Ho         | Dallara Honda-Mugen    | 30    | + 38 s 149 | +18           |
| 10          | 5  | Cesar Campanico    | Dallara Opel-Spiess    | 30    | + 38 s 701 | +7            |
| 11          | 32 | Shinya Sato        | Dallara Opel-Spiess    | 28    | + 2 tours  | +17           |
| 12          | 35 | Kit Meng Lei       | Dallara Mercedes-HWA   | 27    | + 3 tours  | +17           |
| Non classés |    |                    |                        |       |            |               |
| 13          | 18 | Paolo Montin       | Dallara Toyota-Tom's   | 26    |            | -12           |
| 14          | 27 | Richard Antinucci  | Dallara Honda-Mugen    | 26    |            | -3            |
| 15          | 8  | Yuji Ide           | Dallara Renault-Sodemo | 26    |            | -7            |
| 16          | 31 | Marcel Costa       | Dallara Honda-Mugen    | 26    |            | +4            |
| 17          | 6  | Kosuke Matsuura    | Dallara Opel-Spiess    | 23    |            | -14           |
| 18          | 28 | Vitantonio Liuzzi  | Dallara Honda-Mugen    | 23    |            | +6            |
| 19          | 1  | Narain Karthikeyan | Dallara Honda-Mugen    | 18    |            | -14           |
| 20          | 36 | Ronnie Bremer      | Dallara Honda-Mugen    | 15    |            | -6            |
| 21          | 2  | James Courtney     | Dallara Honda-Mugen    | 15    |            | -7            |
| 22          | 17 | Milos Pavlovic     | Dallara Opel-Spiess    | 15    |            | -4            |
| 23          | 11 | Olivier Pla        | Dallara Renault-Sodemo | 15    |            | -17           |
| 24          | 33 | Tatsuya Kataoka    | Dallara Opel-Spiess    | 15    |            | -1            |
| 25          | 3  | Alan van der Merwe | Dallara Honda-Mugen    | 15    |            | -6            |
| 26          | 10 | Jo Merszei         | Dallara Honda-Mugen    | 15    |            | +4            |
| 27          | 26 | Bruce Jouanny      | Dallara Honda-Mugen    | 1     |            | -18           |
| 28          | 22 | Fabio Carbone      | Dallara Renault-Sodemo | 1     |            | -21           |
| 29          | 9  | Robbie Kerr        | Dallara Honda-Mugen    | 1     |            | -13           |
| 30          | 7  | Renaud Derlot      | Dallara Renault-Sodemo | 1     |            | -9            |

Légende :
- Ab. = Abandon
- NC = Non classé
- Meilleur tour : Tristan Gommendy en 2 min 14 s 036 au 23e tour.
- La course s'est déroulée en deux parties distinctes de 15 tours chacune.